# Distribuição K generalizada
Em probabilidade e estatística, a distribuição K generalizada é uma família de três parâmetros de distribuições de probabilidade contínuas. A distribuição é resultado da composição de duas distribuições gama. Em cada caso, é usada uma reparametrização da forma comum da família de distribuições gama, de modo que os parâmetros sejam:
- a média da distribuição,
- o parâmetro de forma usual.

A distribuição K é um caso especial de distribuição de variância-gama, que por sua vez é um caso especifico de distribuição hiperbólica generalizada . Um caso especial mais simples da distribuição K generalizada é frequentemente chamado de distribuição K.

## Densidade
Suponha que uma variável aleatória {\displaystyle X} tem distribuição Gama com média {\displaystyle \sigma } e parâmetro de forma {\displaystyle \alpha }, com {\displaystyle \sigma } sendo tratada como uma variável aleatória com outra distribuição Gama, desta vez com média {\displaystyle \mu } e parâmetro de forma {\displaystyle \beta }. O resultado é que {\displaystyle X} tem a seguinte função de densidade de probabilidade (pdf) para {\displaystyle x>0} :
{\displaystyle f_{X}(x;\mu ,\alpha ,\beta )={\frac {2}{\Gamma (\alpha )\Gamma (\beta )}}\,\left({\frac {\alpha \beta }{\mu }}\right)^{\frac {\alpha +\beta }{2}}\,x^{{\frac {\alpha +\beta }{2}}-1}K_{\alpha -\beta }\left(2{\sqrt {\frac {\alpha \beta x}{\mu }}}\right),}
onde {\displaystyle K} é uma função de Bessel modificada do segundo tipo. Note que para a função de Bessel modificada do segundo tipo, temos {\displaystyle K_{\nu }=K_{-\nu }} . Nesta derivação, a distribuição K é uma distribuição de probabilidade composta . É também uma distribuição de produto: é a distribuição do produto de duas variáveis aleatórias independentes, uma delas com distribuição gama com média 1 e parâmetro de forma {\displaystyle \alpha }, o segundo tendo uma distribuição gama com média {\displaystyle \mu } e parâmetro de forma {\displaystyle \beta }.
Uma formalização mais simples de dois parâmetros da distribuição K pode ser obtida definindo {\displaystyle \beta =1} como 
{\displaystyle f_{X}(x;b,v)={\frac {2b}{\Gamma (v)}}\left({\sqrt {bx}}\right)^{v-1}K_{v-1}(2{\sqrt {bx}}),}
onde {\displaystyle v=\alpha } é o fator de forma, {\displaystyle b=\alpha /\mu } é o fator de escala, e {\displaystyle K} é a função de Bessel modificada de segundo tipo. A formalização dos dois parâmetros acima também pode ser alcançada por meio da definição {\displaystyle \alpha =1}, {\displaystyle v=\beta }, e {\displaystyle b=\beta /\mu }, embora com diferentes interpretações físicas dos parâmetros {\displaystyle b} e {\displaystyle v}. Essa formalização de dois parâmetros é frequentemente chamada de distribuição K, enquanto a formalização de três parâmetros é chamada de distribuição K generalizada.
Esta distribuição deriva de um artigo de Eric Jakeman e Peter Pusey (1978), que a utilizaram para modelar o eco marinho de micro-ondas. Jakeman e Tough (1987) derivaram a distribuição de um modelo de caminhada aleatória tendenciosa. Keith D. Ward (1981) derivou a distribuição do produto para duas variáveis aleatórias, z = ay, onde a tem uma distribuição chi e y uma distribuição gaussiana complexa. O módulo de z, |z|, então tem distribuição K.

## Momentos
A função geradora de momento é dada por
{\displaystyle M_{X}(s)=\left({\frac {\xi }{s}}\right)^{\beta /2}\exp \left({\frac {\xi }{2s}}\right)W_{-\delta /2,\gamma /2}\left({\frac {\xi }{s}}\right),}
onde {\displaystyle \gamma =\beta -\alpha ,}{\displaystyle \delta =\alpha +\beta -1,}{\displaystyle \xi =\alpha \beta /\mu ,} e {\displaystyle W_{-\delta /2,\gamma /2}(\cdot )} é a função de Whittaker .
Os n-ésimos momentos da distribuição K são dados por
{\displaystyle \mu _{n}=\xi ^{-n}{\frac {\Gamma (\alpha +n)\Gamma (\beta +n)}{\Gamma (\alpha )\Gamma (\beta )}}.}
Portanto, a média e a variância são dadas por
{\displaystyle \operatorname {E} (X)=\mu }
{\displaystyle \operatorname {var} (X)=\mu ^{2}{\frac {\alpha +\beta +1}{\alpha \beta }}.}

## Outras propriedades
As propriedades da distribuição são simétricas em {\displaystyle \alpha } e {\displaystyle \beta .} 

## Aplicações
A distribuição K surge como consequência de um modelo estatístico ou probabilístico usado em imagens de radar de abertura sintética (SAR). A distribuição K é formada pela composição  de duas distribuições de probabilidade separadas, uma representando a seção transversal do radar e a outra representando o speckle, que é uma característica da imagem. Ele também é usado em comunicação sem fio para modelar efeitos compostos de atenuação rápida e sombreamento.